# Brydan Klein
Brydan Klein (* 31. Dezember 1989 in Rockingham, Western Australia, Australien) ist ein britisch-australischer Tennisspieler, der seit Mai 2013 für Großbritannien antritt.

## Karriere
In seiner Juniorenkarriere auf der ITF Junior Tour konnte Brydan Klein die Einzelkonkurrenz der Junioren bei den Australian Open 2007 gewinnen.
Brydan Klein spielt bei den Profis hauptsächlich auf der ATP Challenger Tour und der ITF Future Tour. Auf der Challenger Tour siegte er bislang einmal in der Einzelkonkurrenz sowie zehnmal in der Doppelkonkurrenz. Seinen bislang einzigen Titel in der Einzelkonkurrenz errang er 2009 beim Turnier in Burnie, wo er im Finale Grega Žemlja mit 6:3 und 6:3 besiegen konnte. Der ersten Doppel-Erfolg folgte 2012, als er an der Seite von Dane Propoggia die Doppelkonkurrenz von San Benedetto gewinnen konnte. In den darauffolgenden Wochen holte er sich seinen zweiten Titel in der Doppelkonkurrenz. Er gewann das Turnier in Recanati, ebenfalls an der Seite von Dane Propoggia.
Sein erstes Spiel auf der ATP Tour bestritt er im Januar 2008, wo er eine Wildcard für die Einzelkonkurrenz der Australian Open erhielt. In der ersten Runde traf er auf Paul Capdeville, dem er in drei Sätzen unterlag.
2009 spielte er zum einzigen Mal eine Partie für die australische Davis-Cup-Mannschaft und verlor dieses Spiel gegen den Thailänder Danai Udomchoke.

## Erfolge
| Legende (Anzahl der Siege)  |
| Grand Slam                  |
| ATP World Tour Finals       |
| ATP World Tour Masters 1000 |
| ATP World Tour 500          |
| ATP World Tour 250          |
| ATP Challenger Tour (11)    |

### Einzel

#### Turniersiege
| Nr. | Datum           | Turnier | Belag     | Finalgegner  | Ergebnis |
| --- | --------------- | ------- | --------- | ------------ | -------- |
| 1.  | 8. Februar 2009 | Burnie  | Hartplatz | Grega Žemlja | 6:3, 6:3 |

### Doppel

#### Turniersiege
| Nr. | Datum             | Turnier       | Belag       | Partner        | Finalgegner                      | Ergebnis          |
| --- | ----------------- | ------------- | ----------- | -------------- | -------------------------------- | ----------------- |
| 1.  | 14. Juli 2012     | San Benedetto | Sand        | Dane Propoggia | Stefano Ianni Gianluca Naso      | 3:6, 6:4, [12:10] |
| 2.  | 21. Juli 2012     | Recanati      | Hartplatz   | Dane Propoggia | Marin Draganja Dino Marcan       | 7:5, 2:6, [14:12] |
| 3.  | 2. März 2013      | Sydney        | Hartplatz   | Dane Propoggia | Alex Bolt Nick Kyrgios           | 6:4, 4:6, [11:9]  |
| 4.  | 3. November 2014  | Traralgon     | Hartplatz   | Dane Propoggia | Jarmere Jenkins Mitchell Krueger | 6:1, 1:6, [10:3]  |
| 5.  | 8. November 2014  | Traralgon     | Hartplatz   | Dane Propoggia | Marcus Daniell Artem Sitak       | 7:66, 3:6, [10:6] |
| 6.  | 1. August 2015    | Lexington     | Hartplatz   | Carsten Ball   | Dean O’Brien Ruan Roelofse       | 6:4, 7:64         |
| 7.  | 28. November 2015 | Toyota        | Teppich (i) | Matt Reid      | Riccardo Ghedin Yi Chu-huan      | 6:2, 7:63         |
| 8.  | 4. Februar 2017   | Burnie        | Hartplatz   | Dane Propoggia | Steven De Waard Luke Saville     | 6:3, 6:4          |
| 9.  | 8. Oktober 2017   | Stockton      | Hartplatz   | Joe Salisbury  | Denis Kudla Miķelis Lībietis     | 6:2, 6:4          |
| 10. | 22. Oktober 2017  | Las Vegas     | Hartplatz   | Joe Salisbury  | Hans Hach Verdugo Dennis Novikov | 6:3, 4:6, [10:3]  |